# Distretto di Cayna
Il distretto di Cayna è uno degli otto distretti della provincia di Ambo, in Perù. Si trova nella regione di Huánuco e si estende su una superficie di 166.05 chilometri quadrati.